# Uniforme de la selección de fútbol de Ecuador
El uniforme de la selección del Ecuador ha variado mucho en colores tanto el titular como el alternativo a lo largo de la historia.
Históricamente la camiseta, como símbolo distintivo, nace cuando las reglas del fútbol definen el número de deportistas por equipo. Allí se hace imprescindible la diferenciación de los contendientes mediante el uniforme, conduciendo a que la camiseta sea el elemento portador del color y, por tanto, el emblema de identidad de un equipo y sus seguidores. En los inicios, la camiseta no se diferenciaba de la camisa de los colegios ingleses; esto es, botones, cuello y mangas. El árbitro usaba terno y corbata.
De aquella época para acá, se han producido cambios significativos: primero, el arquero requiere una indumentaria distinta a la del resto de jugadores, debido a su función; segundo, la necesidad de contar con una indumentaria acorde a la práctica deportiva ha hecho que la tecnología respondiera a estas exigencias mediante diseños ergonómicos (ajustada al cuerpo) y a la hidrofilidad (evaporación); y tercero, la demanda que introduce la comercialización de la camiseta y del fútbol deben impedir su falsificación y permitir la presencia de patrocinadores. La producción inicial de las camisetas no fue artesanal y no se vendía en el mercado. Si alguien quería tener una camiseta, debía confeccionarla o encargarla. En esa época los dirigentes-jugadores la diseñaban; hoy la producción la hacen casas especializadas utilizando tecnología de punta y en concordancia con las necesidades del márquetin. La presencia de los medios de comunicación, en especial de la televisión, hizo que la camiseta se convirtiera en una vitrina.
En los Juegos Bolivarianos de 1938, la selección ecuatoriana se estrena internacionalmente con camisa de cuello, botones y mangas. En 1960, en la primera eliminatoria, cambia botones por corchetes y usa tela espejo. Desde 1966, usa camiseta con tela de algodón, acorde al calor de Guayaquil, y a partir de 1985 se encarga a empresas especializadas en el diseño, producción y comercialización, siendo Credeport la encargada de comprar los uniformes con diversos logos de marcas internacionales, siendo primero Adidas, luego Puma, después Reebok, no confundir, ninguna de estas fue un "Sponsor" de manera oficial, A partir desde 1994, Marathon Sports ha sido el encargado de confeccionar la camiseta de Ecuador. En los veinte años, ha diseñado cinco camisetas distintas; esto es, una cada dos años de promedio.

## Indumentaria
| Período       | Proveedor       |
| ------------- | --------------- |
| 1939-1985     | Ninguno         |
| 1985-1986     | Adidas          |
| 1986-1990     | Credeport       |
| 1991-1992     | Puma            |
| 1993-1994     | Reebok          |
| 1994-presente | Marathon Sports |

## Uniformes oficiales

### Uniforme titular
| 1938 | 1939 | 1941 | 1942 | 1945 | 1945 | 1947 | 1949 | 1953 |

| 1955-1963 | 1965-1966 | 1969 | 1972-1977 | 1979 | 1981 | 1983-1984 | 1985-1991 | 1992 |

| 1993-1995 | 1995-1999 | 1999-2002 | 2002 | 2003-2006 | 2006-2007 | 2007-2011 | 2011-2013 | 2014-2015 |

| Copa América 2015 | 2015-2019 | Copa América 2016 | 2019-2020 | 2020-2022 | Copa América 2021 | 2022-2023 | 2023-2024 | Copa América 2024 |

| 2025-actual |

### Uniformes alternos
| 1983-1984 | 1985-1991 | 1993-1995 | 1995 | 1995-1999 | 1999-2002 | 2002 | 2003-2006 | 2006-2007 |

| 2007-2011 | 2011-2014 | 2014-2015 | Copa América 2015 | 2015-2019 | Copa América 2016 | 2019-2020 | 2020-2022 | Copa América 2021 |

| 2022-2023 | 2023 | Copa América 2024 | 2024 | 2025-actual |

### Tercer uniforme
| 2002 | 2006-2007 | 2022-2023 | Copa América 2024 |

### Combinaciones
| 2002 vs. México | 2007 vs. México | 2007 vs. Paraguay | 2009 vs. Chile | 2011 vs. Paraguay | 2011 vs. Brasil | 2013 vs. Chile | 2019 vs. Uruguay, Perú y Colombia | 2021 vs. Venezuela |

| 2021 vs. Brasil | 2021-22 vs. Uruguay, Venezuela y Paraguay | 2022 vs. Japón | 2022 vs. Catar | 2023 vs. Australia | 2023-24 vs. Venezuela y Uruguay | 2024 vs. Guatemala | 2024 vs. Colombia |